# Distrito Escolar Unificado de Folsom Cordova
El Distrito Escolar Unificado de Folsom Cordova (Folsom Cordova Unified School District) es un distrito escolar de California. Tiene su sede en Folsom. La junta de educación del distrito tiene un presidente, un vicepresidente, un secretario, y dos miembros. El distrito gestiona escuelas en Folsom y Rancho Cordova.